# Szvéti evangyeliomi
Szvéti evangyeliomi ali Szvéti evangeliomi (Sveti evangeliji) so delni prevod katoliške Nove zaveze v prekmurščino, ki ga je Mikloš Küzmič prevedel iz kajkavskih, slovenskih, latinskih in madžarskih virov. 
Szvéti evangyeliomi so prav tako imeli pomembno vlogo v izoblikovanju prekmurskega knjižnega jezika. Szvéti evangyeliomi in poleg njih Nouvi Zákon ter drugo najpomembnejše delo Mikloša Kniga molitvena so prav tako pomembni elementi slovenske in južnoslovanske književnosti.
Szvéti evangyeliomi so bili do leta 1920 trinajstkrat ponatisnjeni in so jih uporabljali vsaj v nekaterih cerkvah do 1945, ko je jugoslovanska komunistična diktatura knjižno prekmurščino vzela iz rabe.

## Zgodovina
Prvi škof Sombotela János Szily 1778 je obiskal slovenske županije na Zalskem in v Železni. Zanimal se ni samo za katoličane, ampak tudi za evangeličane, ker mu je cesarica Marija Terezija naročila, naj izvaja katoliško obnovo v sombotelski škofiji. Najučinkovitnejša rešitev je bila, če Szily razvija osnovnošolski pouk in spodbudi izdajanje katoliških knjig.
Mikloš Küzmič je podrobno poročal Szilyju, da imajo evangeličani knjige v vendskem (prekmurskem) jeziku, katoličani pa imajo samo kajkavske knjige. Pouk v maternem jeziku je bil v šolah zelo redek. Szily je obljubil veliko gmotno pomoč, Mihael Gaber iz Slovenske okrogline pa je spodbujal pisatelje, tudi Küzmiča, naj pišejo knjige v prekmurskem jeziku. Po dveh letih je imel Küzmič pripravljene tri knjige: Krátka summa velikoga katekizmussa, Szlovenszki silabikár in Szvéti evangyeliomi. Szvéti evangyeliomi je tiskal József Siess v Šopronu z naslovom Szvéti evangyeliomi pouleg kalendárioma, i réda rimſzkoga na vſze nedelne, i szvétesnye dní z-obcsinſzkoga ſzvétoga píſzma po zapouvidi nyíh goszposztva, i náj viſſe poſtüvanoga goszpouda Szily Jánosa, z-Gornyega Szopora, szombotelſzkoga püſpeka, ná sztári szlovenſzki jezik, po poſtüvanom goſzpoudi Küzmics Miklósi, Szvétoga Benedeka fare dühovniki, ino Okrogline szlovenſzke vice-öſpöröſſa obrnyeni, i ſztroſkom onoga nyíh goſzpoſztva püſpeka vö zoſtampani.

## Vsebina
Szvéti evangyeliomi niso samo prevod svetopisemskega besedila, temveč tudi molitvenik in pesmarica.
Szvéti evangyeliomi ne vsebujejo celotne Nove zaveze, ker je Küzmič ni imel časa prevesti. Števan Küzmič je dvajset let delal na prevodu Nouvega Zákona.
Küzmič je prevedel evangeljske odlomke, ki so potrebni za bogoslužje v cerkvi in za molitve doma. Vsak odlomek ima naslov, iz katerega je  razvidno, kdaj je treba odlomek brati (Na Vüzenſzki Tork; Nedela po Riſzáláj Dvajſzeta, i Drüga).
Na Dén Sz. Tomása Apostola, — Evageliom Sz. Jánosa vu XX. táli.

Vu onom vrejmeni: Tomás ede z-ti dvanájſzet, kí ſze zvoé Dvojnik, nej bio 's-nyimi, gda je priso Jezus. Pravili ſzo záto nyemi drügi Vucseníczje: Vidili ſzmo Goſzpodna. On je pa pravo nyim: Csi ne bom vido vu nyegovi rokáj czvekov prepodjenyá; i ne püſztím prſzta mojega vu rebro njegovo, ne bom vervao. I po oſzmom dnévi ſzo pa bilí Vucseníczje nyegovi notri, i Tomás 'snyimi: priso je Jezus zaprtimi dverami, i ſztano je na ſzrejdi, i velo je: mér vám bojdi. Potom velí Tomási: notri püſzti prſzt tvoj eſzi, i glédaj roké moje, i neszi ſze roko tvojo, i püſztijo vu rebro moje, i ne boj neveren, nego veren. Odgovoro je Tomás, i pravo je nyemi: Goſzpod moj, i Bog moj. Velo je nyemi Jezus: ka ſzi me vido Tomás, vervao ſzi: blá'seni, ki szo nej vidíli, i vervali ſzo.Szvéti Evangeliomi (1841)

### Jezik
Küzmič je prevajal iz latinske Vulgate. Zato ima njegov jezik njene značilnosti v skladnji in slogu, nima npr. deležniških skladov, kakršne ima po grškem jeziku Števan Küzmič in ne piše člena.
Mikloš glasoslovno piše nekaj besed, npr. vüzen, peszen, ki jih kasnejši pisatelji Madžarskih Slovencev pišejo v obliki peszem, vüzem  in se tako približujejo jezikovni normi knjižne slovenščine.
Očitno je, da je Mikloš od Števana prevzel elemente, težko pa je dokazati za vsak primer. Njun jezik je v glavnem enak, saj sta pisala v sosednjih govorih, naslanjala sta se na že stoletja utrjeno ustno rabo cerkvenega jezika (npr. na vüzenszko nedelo – pred vüzmenim szvétkom), na to izročilo radi pozabljajo pri učenem primerjanju, pa tudi na kajkavski vzor.
Tudi Števan ima podoben način pisanja, ki po eni strani kaže prekmurske značilnosti, po drugi strani pa si prizadeva približati se knjižni slovenščini. Npr. pri besedi düjh (duh). Prekmurska narečja v glavnem ne poznajo glasu h, zato se v narečju glasi dü, düj, döj. V besedi düjh pa črka j kaže na narečni izgovor, medtem ko je h privzet iz slovenščine.

## Izdaje
- 1804: Szvéti evangyeliomi pouleg kalendárioma, i réda rimſzkoga na vſze nedelne, i szvétesnye dni z-obcsinſzkoga ſzvétoga píſzma po zapouvidi njih gosposztva, i naj viſſe postüvanoga goszpodina Szily Jánosa z-Gornyega Szopora, prvoga szombotelſzkoga püspeka, na sztári szlovenſzki jezik, po postüvanom goſzpoudi Küzmics Miklósi, Szvétoga Bendeka fare dühovniki, ino Okrogline szlovenſzke vice öspöröſsa obrnyeni, i ſztroſkom nyih goszpoſztva previſzikoga, i náj visse postüvanoga goszpodina Herzan Ferencza, z-Harrasa grofa, Sz. R. CZ. popa kardinalissa, dürgoga szombotel püspeka znouvics vö zostampani v-Szombathelyi, po Sieſs Antoni vu leti 1804. V tistem letu Antal Siess je izdal tretjo izdajo, z istim naslovom, ki je imelo 160 stran.
- 1821: Szvéti evangyeliomi na vsze nedele i szvétesnye dni. Aloys Weitzinger nemški tiskar je izdal četrti natis v Radgoni (Bad Radkersburg), ampak po mnenju drugih virov, to se je pripravljal v Gradcu.
- 1841: Szvéti evangyeliomi pouleg réda rimszkoga na vsze nedele i szvétesnye dni z-obcsinszkoga szvétoga píszma na szlovenszki jezik obrnyeni po V. P. goszpoudi Küzmics Miklosi, plébánusi i vice esperesti. Ob tretjem vö zostampani v-Graczi. 1848. Tudi Weitzinger jo je tiskal, ampak neznan kraj tiskanja. Povrh to piše, da je to tretji natis, čeprav že je peti. Zanimiv je, da v tisti izdaji lahko vidimo slovenske črke (ž in š). Ki jih je prepisal Szvéti evangyeliomi, je poznal slovensko ali hrvaško abecedo.
- 1845: Szvéti evangyeliomi pouleg réda rimszkoga na vsze nedele i szvétesnye dni z-obcsinszkoga szvétoga píszma na szlovenszki jezik obrnyeni po V. P. goszpoudi Küzmics Miklósi, plébánosi i vice esperesti. Ob tretjem vö zostapmpani v-Graczu. Sze najde v-Radgoni pri Weiczinger J. A. knigár. Naslov vsebuje tiskani napak ob tretjem, verjetno da iz prednjega natisa. Tiskar je Johann Albert Weitzinger, sin Aloysa, ki je umrl 25. septembra, 1844.
- 1852: Szvéti evangyeliomi pouleg réda rimszkoga na vsze nedele i szvétesnye dni z-obcsinszkoga szvétoga píszma na szlovenszki jezik obrnyeni po V. P. goszpoudi Küzmics Miklosi, plebánusi i viceesperesti. V Kermendinu so jih izdali v tiskarni Ferenca Udvaryja. Jožef Borovnjak jih je prenaredil.
- 1858: Szvéti evangelii za nedele i szvétke czeloga leta. Izdal jih je András Balogh v Dolnji Lendavi. Borovnjak jih je prenaredil.
- 1879 ali 1880(?): Szvéti evangeliomi za nedele i szvétke celoga leta. Z navadnimi molitvami pro bozsoj szlüzsbi, pred i po poldnévi. Árpád Balogh jih je izdal v Dolnji Lendavi. Verjetno, da še en natis je pripravljal.
- 1885: Szvéti evangeliomi za nedele i szvétke celoga leta. z navadnimi molitvami pri bozsoj szlüzsbi, pred i po poldnévi. Johann Weitzinger jih je tiskal v Gradcu, ampak na zadnji strani spodaj: Natisz A. Leykamovih dedicsev v-Gradcu. Prenaredil jih je Borovnjak.
- 1906: Szvéti evangeliomi za nedele i szvétke celoga leta. Z nisterami molitvamo. Izdao Semlics Ferenc v Radgoni 1906. Prenaredil jih je Jožef Sakovič.
- 1913(?): Szvéti evangeliomi za nedele i szvétke celoga leta. Z návadnimi molitvami pri bozsoj szlüzsbi, pred i po podnévi. Pridavek glavnih isztin kerscsanszkoga návuka. Nájde sze v Lendavi i v-Szoboti pri Balkányi Ernő, knigovezári. Prenaredil jih je Sakovič.
- 1921: Sveti evangeliomi za nedele i svetke celoga leta z navadnimi molitvami pri božoj slüžbi, pred i po poldnevi. - Pridavek glavnih istin kerščanskega navuka. Z dovoljenjom cirkvenoga poglavarstva. Najde se v Lendavi pri Balkányi Ernest knigovezari. Tudi Sakovič jih je prenaredil. To je prvi in edini natis, ki so jih prepisali na Gajici.